# Central (Hong Kong)
Central (també Districte Central) és el districte central de negocis de Hong Kong. Es troba al districte central i occidental, a la costa nord de l'illa de Hong Kong, a través del port de Victòria des de Tsim Sha Tsui, el punt més al sud de la península de Kowloon. La zona era el cor de la ciutat de Victòria, encara que aquest nom s'utilitza rarament avui dia.
Com a districte central de negocis de Hong Kong, és l'àrea on moltes corporacions multinacionals de serveis financers tenen la seva seu. Els consolats generals i els consolats de molts països també es troben en aquesta zona, com és Government Hill, el lloc de la seu del govern. La zona, amb la seva proximitat al port de Victoria, ha servit com a centre d'activitats comercials i financeres des dels primers dies de l'era colonial britànica el 1841, i continua prosperant i servint com a lloc d'administració després del lliurament a la Xina el 1997.